# Stanley Korshak

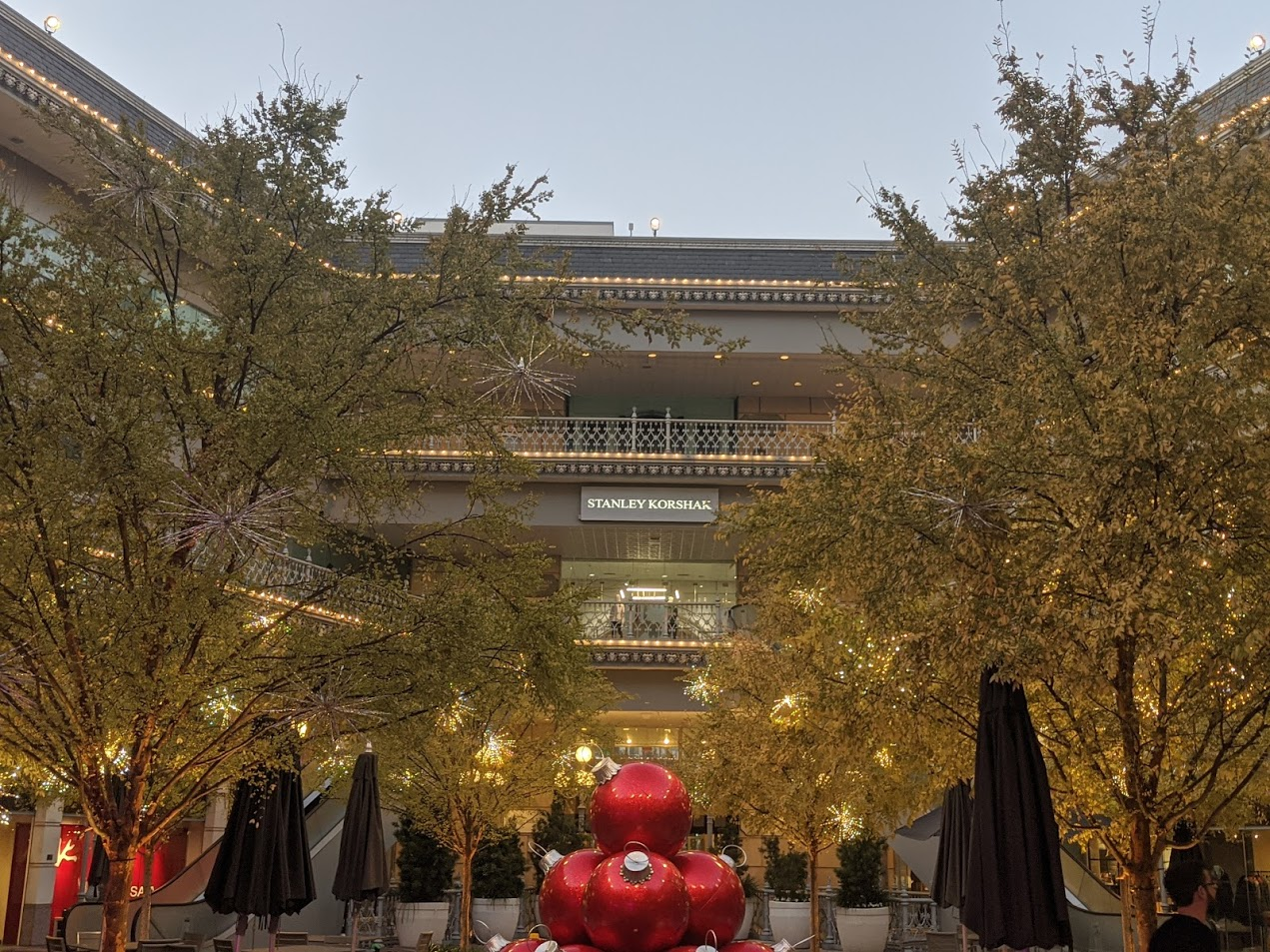
Stanley Korshak

Stanley Korshak is een Amerikaans warenhuis voor luxegoederen in Dallas, Texas . Het is het grootste onafhankelijke warenhuis in de Verenigde Staten en bevindt zich Uptown in het winkelcomplex The Crescent.

## Geschiedenis
In 1909 opende Hyman Stanley Korshak een luxegoederenwinkel in Chicago, een van de eersten die designerkleding voor dames aanbood. In de jaren tachtig ontstonden financiële problemen en kocht erfgename en ontwikkelaar Caroline Hunt uit Dallas de merkrechten. In 1986 opende een nieuwe winkel in Dallas in het chique project The Crescent. De winkel in Chicago sloot in 1990. De winkel in Dallas werd beheerd door Crawford Brock, die het bedrijf in 2002 overnam. In de loop der jaren is de winkel uitgebreid met extra afdelingen tot een oppervlakte van 7.000 m².
Het heeft verschillende prijzen en onderscheidingen ontvangen, waaronder door Women's Wear Daily in 2013 uitgeroepen tot een van de 50 meest invloedrijke herenmodewinkels in Amerika.  Volgens schattingen van de sector bedraagt de jaarlijkse omzet $ 40 miljoen of ruim $ 6.450 per m². 